# Češi tvořící na ZX Spectru
Toto je podseznam lidí tvořících na ZX Spectru, konkrétně jde o seznam Čechů tvořících na počítačích Sinclair ZX Spectrum a kompatibilních. Kromě programátorů jsou uvedeni i hudebníci, grafici a jiné profese. V seznamu je uvedena i přezdívka, pod kterou byl v době působení na ZX Spectru známý (kurzívou) a případně tým, jehož byl členem. Autoři, u kterých není známo jejich občanské jméno jsou do seznamu zařazení podle jejich přezdívek.

## A
- Petr Adámek - autor databáze Datalog 2 Turbo

### Přezdívky
- AL - spoluautor hry Adventurer
- Animate (Brno)[1]
- A.K-Soft - autor hry Luxík na Bíbrštejně
- Axelsoft - autor programů vydaných na kompletu Public 7[2]

## B
- Tomáš Beyer (Tom, MQM team; Bučovice)[1]
- Michal Bílek (MB&DG)
- Lubomír Bláha (Tritolsoft; Praha)[3]
- Jiří Brabec (Jousoft HKK) - autor her Jet Man Silly, Honba za pokladem a Útok bílé myšky I

### Přezdívky
- Bell of K3L (K3L)
- Bensoft[4]

## C
- Pavel Cimbál (Zilog) - autor interface DivIDE

### Přezdívky
- crayon - autor grafiky ve hře Pyramid Escape

## Č
- Pavel Čejka (Cygnus)

## D
- Jiří Doležal (+Gama, později dex)
- Jan Drexler - věnoval se hardware

### Přezdívky
- Dron of K3L (K3L)

## E

### Přezdívky
- Eye of K3L (K3L)

## F
- Jiří Fencl (Madmax) - autor her ATP Tour Simulator a Tom Jones
- Miroslav Fídler (Cybexlab)
- Marek Fišer (Kingfisher's Movie Studio) - autor dema Beruška
- Jakub Flaška (Matlasoft, Bottle Bros, NOP)[5]
- Jan Flaška (Art, Bottle Bros, NOP)[6]
- František Fuka (Fuxoft, v začátcích Fuksoft; Praha, programátor, hudebník)

### Přezdívky
- Factor6

## G
- Jiří Grejf - autor programu Wire studio[7][8]

### Přezdívky
- GCC - autor verze Perestrojka ve verzi pro ZX Spectrum a her Magic Dice, Mluvící balík a Xor a spoluautor hry Adventurer

## H
- Miroslav Hlavička (Scalex, NOP, Depeche Code; Mladá Boleslav, hudebník)
- Jakub Hynek - spoluautor hry Akcionář II

## Ch

### Přezdívky
- Chrysagon of Naughty Crew (Naughty Crew)[9]

## J
- Michal Janáček - autor hry Koky a spoluautor her Aven a Peloponéská válka
- Miroslav Jelínek (CBM; Brno)[1]

### Přezdívky
- Johny X of Naughty Crew (Naughty Crew)[9]

## K
- Jiří Kadlec - spoluautor hry Akcionář II
- Petr Kain - mimo jiné autor her Bratrstvo kočičí pracky a Tajemství velkého Vonta.[10]
- David Koblížek  - spoluautor hry Tinny
- Petr Kosař (Amisin)
- Jaroslav Koten (Pentacle)
- Jiří Koudelka (George K.)
- Petr Krevňák (Qjeta, MQM team; Brno, hudebník)[11]
- Martin Kříž - autor programu Účetní DPH
- Martin Kukač (Logout)

### Přezdívky
- Knopsoft[4]
- Kybersoft - autor hry Krtek a autíčko

## L
- Jiří Lamač - autor rozšíření paměti ZX Spectra na 80 až 528 KiB
- Václav Lavička - autor databáze Apollon

## M
- Pavel Macek - spoluautor her Archeo a Tango
- Karel Malý - autor hry Cesta bojovníka
- Pavel Maňas (Študák software)[8]
- Michal Matějka (Matasoft, MQM team; Brno, programátor)
- Milan Matoušek (MM, Double M, Scorpion; grafik)[12]
- Ondřej Mihula (CID, CIDsoft, MS-CID)[8][13]
- Petr Mihula (Májasoft, MS-CID)[13]

### Přezdívky
- Matsoft of Naughty Crew (Naughty Crew)
- Marwin of K3L (K3L)[9]
- Mixoft - autor programu Mr. Pack II

## N
- Marek Novotý (Študák software)[8]

## P
- Jan Páleníček (Omega; Šumice), jeho bratr Oldřich Páleníček (JSH, Freddy) často přispíval do časopisu ZX Magazín
- Karel Papík (Palas, Phalas)[4]
- Tomáš Pártl - autor hry Double Dash
- Jiří Pobříslo (Amisin)[14]
- Pavel Pospíšil - spoluautor hry Tinny

### Přezdívky
- Profsoft (Ostrava)[1]

## R
- Patrik Rak (Raxoft, Scorpion)[8]
- Tomáš Rylek (T. R. C.)

## Ř
- Pavel Říha (PVL)

## S
- Ladislav Schön - spoluautor her Archeo, Aven, Peloponéská válka a Tango
- Jaroslav Směták (Jarda of Naughty Crew, Aragorn of Naughty Crew, Naughty Crew, Nová Bystřice)

### Přezdívky
- S-Tron (Ostrava)[1]
- Sárasoft (Ostrava)[1]
- Schiva of Naughty Crew (Naughty Crew)

## Š
- Ella Šenovská (Aki; hudebnice)
- Z. Špička (Topsoft; Kralupy nad Vltavou) - autor programů NASA-Test a Lie test[15]

## T
- Pavel Tichý - autor hry Exploding Atoms
- Martin Tobola (MTs)
- Marek Trefný - autor hry Crux 92[16]
- Pavel Troller - autor rozšíření paměti ZX Spectra na 80 KiB a SINDOSu, ze kterého vycházel M-DOS disketových jednotek Didaktik 40

### Přezdívky
- TDM of K3L (K3L)
- Tuleby
- T&t - spoluautor hry Adventurer

## V
- Karel Vaněk (K. V. M.; Ostrava)[1]
- Jiří Veleba (Velesoft)
- Tomáš Vilím (Universum, Proxima Software)
- Karel Vlček (KVL) - spoluautor her Orion
- Lukáš Vlček (KVL) - spoluautor her Orion

## W
- Jan Werner (Wixet; Plzeň)
- Michal Wolf - autor trilogie textových her Silvestrovská pecka, Veselé velikonoce a Happy Birthday

## X

### Přezdívky
- X-Ray (Ostrava)[1]